# 佐竹蓮養坊
佐竹 蓮養坊（さたけ れんようぼう）は、戦国時代から安土桃山時代にかけての武将・僧侶。

## 概要
坊舎としての蓮養坊は佐竹氏（革島氏）居城の御蔭山城近辺にあり、比叡山延暦寺に属していた。文明年間には蓮養伊与公房が細川勝元から所領を安堵されている。天文年間には蓮養坊盛覚の名前が見える。八瀬童子と利権を巡って争うこともあった。
蓮養坊は大徳寺領愛宕郡高野の領主であった。弟の月性院とともに八瀬や大原など京都北部に利権を持ち、関所の代官職も担っていた。娘は吉田兼見に嫁いでいたため、吉田家との関係も深く公私どちらにおいても交流が確認できる。
永禄5年（1562年）7月25日には松永久秀から書状が送られている。『信長公記』元亀元年（1570年）9月24日条によると志賀の陣にて織田信長方として参戦している『信長公記』元亀元年（1570年）9月24日条。元亀3年（1572年）には明智光秀によって横領されており、細川藤孝経由で所領返還を訴えている。『兼見卿記』天正9年（1581年）2月13日条には吉田兼見と蓮養坊に用事があったとあり、この時点でも存命していたことがわかる。